# Sarcoglottis amazonica
Sarcoglottis amazonica är en orkidéart som beskrevs av Guido Frederico João Pabst. Sarcoglottis amazonica ingår i släktet Sarcoglottis och familjen orkidéer. Inga underarter finns listade i Catalogue of Life.